# Israel-Premier Tech/2022
Deze pagina geeft een overzicht van UCI World Tour wielerploeg Israel-Premier Tech in 2022.

## Algemeen
Algemeen manager: Kjell Carlström
Teammanager: Rik Verbrugghe
Ploegleiders: René Andrle, Steve Bauer, Claudio Cozzi, Dirk Demol, Zakkari Dempster, Gordon Fraser, Oscar Guerrero, Dror Pekatch, Nicki Sørensen en Eric Van Lancker
Fietsen: Factor

## Renners
| Naam                 | Geboortedatum | Nationaliteit       | Ploeg 2021            |
| -------------------- | ------------- | ------------------- | --------------------- |
| Rudy Barbier         | 18-12-1992    | Frankrijk           |                       |
| Sebastian Berwick    | 15-12-1999    | Australië           |                       |
| Patrick Bevin        | 15-02-1991    | Nieuw-Zeeland       |                       |
| Jenthe Biermans      | 30-10-1995    | België              |                       |
| Guillaume Boivin     | 25-05-1989    | Canada              |                       |
| Matthias Brändle     | 7-12-1989     | Oostenrijk          |                       |
| Alexander Cataford   | 01-09-1993    | Canada              |                       |
| Simon Clarke         | 18-07-1986    | Australië           | Team Qhubeka NextHash |
| Alessandro De Marchi | 19-05-1986    | Italië              |                       |
| Alex Dowsett         | 03-10-1988    | Verenigd Koninkrijk |                       |
| Itamar Einhorn       | 20-09-1997    | Israël              |                       |
| Chris Froome         | 20-05-1985    | Verenigd Koninkrijk |                       |
| Jakob Fuglsang       | 22-03-1985    | Denemarken          | Astana-Premier Tech   |
| Omer Goldstein       | 13-08-1996    | Israël              |                       |
| Carl Fredrik Hagen   | 26-09-1991    | Noorwegen           |                       |
| Ben Hermans          | 08-06-1986    | België              |                       |
| Reto Hollenstein     | 22-08-1985    | Zwitserland         |                       |
| Hugo Houle           | 27-09-1990    | Canada              | Astana-Premier Tech   |
| Daryl Impey          | 06-12-1984    | Zuid-Afrika         |                       |
| Taj Jones            | 26-07-2000    | Australië           |                       |
| Krists Neilands      | 18-08-1994    | Letland             |                       |
| Guy Niv              | 08-03-1994    | Israël              |                       |
| Giacomo Nizzolo      | 30-01-1989    | Italië              | Team Qhubeka NextHash |
| James Piccoli        | 05-09-1991    | Canada              |                       |
| Guy Sagiv*           | 05-12-1994    | Israël              |                       |
| Corbin Strong        | 30-04-2000    | Nieuw-Zeeland       | SEG Racing Academy    |
| Dylan Teuns**        | 01-03-1992    | België              | Bahrain-Victorious    |
| Tom Van Asbroeck     | 19-04-1990    | België              |                       |
| Sep Vanmarcke        | 28-07-1988    | België              |                       |
| Michael Woods        | 16-02-1990    | Canada              |                       |
| Mads Würtz Schmidt   | 31-03-1994    | Denemarken          |                       |
| Rick Zabel           | 07-12-1993    | Duitsland           |                       |

* tot 3/8
** vanaf 5/8

### Stagiairs
Per 1 augustus 2022
| Naam               | Geboortedatum | Nationaliteit    | Vorige ploeg        |
| ------------------ | ------------- | ---------------- | ------------------- |
| Matthew Riccitello | 05-03-2002    | Verenigde Staten | Hagens Berman Axeon |

### Vertrokken
| Naam            | Geboortedatum | Nationaliteit | Ploeg 2022                       |
| --------------- | ------------- | ------------- | -------------------------------- |
| Davide Cimolai  | 13-08-1989    | Italië        | Cofidis                          |
| André Greipel   | 16-07-1982    | Duitsland     | Gestopt                          |
| Hugo Hofstetter | 13-02-1994    | Frankrijk     | Arkéa-Samsic                     |
| Daniel Martin   | 20-08-1986    | Ierland       | Gestopt                          |
| Alexis Renard   | 01-06-1999    | Frankrijk     | Cofidis                          |
| Norman Vahtra   | 23-11-1996    | Estland       | Go Sport-Roubaix Lille Métropole |

## Overwinningen
| Nationale kampioenschappen wielrennen Israël - tijdrit: Omer Goldstein Israël - wegrit: Itamar Einhorn Gran Camiño 2e etappe: Michael Woods Ronde van Turkije 7e etappe: Patrick Bevin Eindklassement: Patrick Bevin Ronde van Romandië 3e etappe: Patrick Bevin Grand Prix Wyszków Itamar Einhorn* Mercan’Tour Classic Alpes-Maritimes Jakob Fuglsang Ronde van Zwitserland 4e etappe: Daryl Impey | Route d'Occitanie 3e etappe: Michael Woods Eindklassement: Michael Woods Sibiu Cycling Tour Ploegenklassement: *1) Ronde van Frankrijk 5e etappe: Simon Clarke 16e etappe: Hugo Houle Ronde van Castilië en León 1e etappe: Giacomo Nizzolo Puntenklassement: Giacomo Nizzolo Ronde van Groot-Brittannië 1e etappe: Corbin Strong Maryland Cycling Classic Sep Vanmarcke |  |

* als lid van zijn nationale ploeg
*1) Ploeg Sibiu Cycling Tour: Berwick, Hagen, Jones, Piccoli, Sagiv
AG2R-Citroën · Astana Qazaqstan · Bahrain Victorious · BORA-hansgrohe · Cofidis · EF Education-EasyPost · Groupama-FDJ · INEOS Grenadiers · Intermarché-Wanty-Gobert Matériaux · Israel-Premier Tech · Lotto Soudal · Movistar Team · Quick Step-Alpha Vinyl · Team BikeExchange Jayco · Team DSM · Team Jumbo-Visma · Trek-Segafredo · UAE Team Emirates
2020 · 2021 · 2022 · 2023 · 2024 · 2025